# Cláudia Versiani
Cláudia Lília Rabelo Versiani (Belo Horizonte, 5 de maio de 1947 - Rio de Janeiro, 20 de março de 2022) foi uma cantora, atriz, jornalista, fotógrafa, professora universitária e socióloga brasileira.
Exerceu a função de editora de turismo no jornal "Tribuna da Imprensa", de 1990 a 1993. e no "Jornal da Comunidade", esse último de Brasília.
Como atriz, Cláudia Versiani atuou no filme de 1978 A Noiva da Cidade, sob direção de Alex Vianny. Participou, no Rio, da peça “Lampião no inferno”, dirigida por Luiz Mendonça; do musical “Laços”, com Marcos Paulo, dirigido por Marilda Pedroso; e do musical infantil “Astrofolias”, de Antônio Adolfo, dirigido por Lauro Góes.
Em São Paulo, fez parte do elenco de “Viva o cordão encarnado”, com Tânia Alves, Tonico Pereira, Elba Ramalho, Antônio Pitanga, Yolanda Cardoso, Gracinda Freire e outros, dirigida por Luiz Mendonça.
Faleceu em 20 de março de 2022, em decorrência de um tratamento oncológico.